# Haemaphysalis colasbelcouri
Haemaphysalis colasbelcouri är en fästingart som beskrevs av Santos Dias 1958. Haemaphysalis colasbelcouri ingår i släktet Haemaphysalis och familjen hårda fästingar. Inga underarter finns listade i Catalogue of Life.